# Вісімнадцять давніх буддійських шкіл
Вісімнадцять давніх буддійських шкіл — це ті, що виникли в результаті послідовних поділів досектантського буддизму, зумовлених передусім відмінностями у віная, а пізніше — доктринальними суперечками та географічною відокремленістю різних груп.
Первісна санґга розділилася на перші давні школи (зазвичай вважаються школи стхавіравадінів і махасамґіків) приблизно через 150 років після смерті Сіддхартхи Ґаутами. За словами дослідника Коллетта Кокса (англ. Collett Cox), «більшість науковців погоджуються, що хоча коріння найдавніших визнаних груп сягає корінням Ашоки, їхнє фактичне відокремлення відбулося лише після його смерті». Пізніше ці перші давні школи розділилися на менші фракції, такі як сарвастівадіни та дхармаґуптаки, і врешті-решт традиція нараховує 18 або 20 шкіл. Насправді традиція зберегла кілька списків 18 шкіл, що перекривають один одного, тобто їхня загальна кількість приблизно подвоюється, хоча деякі з них могли згадуватися під кількома назвами. Загалом вважається ймовірним, що число 18 є суто умовним.
Школи іноді розділялися через ідеологічні розбіжності щодо «справжнього» значення вчення, яке міститься в Пітака-сутті, а іноді через розбіжності щодо правильного дотримання віная. Ці ідеології були включені в основні твори, такі як Абгідхамми та коментарі до них. Порівняння збережених версій «Сутта-пітака», що належали різним сектам, показує, що ідеології Абхідхам іноді включалися в «Сутта-пітака» для того, щоб підтримати розвиток подій, викладених в цих Абхідхамах.

## Історія

### Перший собор
Через три місяці після смерті Будди, згідно зі священними писаннями, деякі з його учнів, які були арагантами, скликали перший собор у Раджаґасі. Традиція тхеравади вважає, що конфлікту щодо того, чого навчав Будда, не виникло, і що вчення було розділене на різні частини, кожна з яких була закріплена за старшим з його учнями, щоб зберегти їх у пам'яті.
Оповіді про цю раду в писаннях різних шкіл різняться щодо того, що саме там говорилося. Деякі вчені заперечують, що перший собор насправді відбувся.

### Другий собор
Другий буддійський собор не спричинив розколу в санґга, як дехто іноді стверджує. Це була виключно погана поведінка групи ченців, які змінили своє ставлення після Собору.

### Період між Другим і Третім Соборами
Тексти сходяться на думці, що перший поділ відбувся між стхавіравадінами та махасангіками. Деякі сучасні дослідники вважають, що перший поділ відбувся в період між другим і третім буддійськими соборами й, ймовірно, стосувався віная. Однак лише два стародавні джерела («Dīpavaṃsa» і Третій список «Bhavya») відносять перший розкол до Ашоки, і жодне з них не пов'язує розкол з суперечкою про практику віная.

### Третій собор
Згідно з текстами тхеравадінів, третій собор був скликаний у II ст. до н.е. під патронатом імператора Ашоки, але в інших джерелах немає жодних згадок про цей собор. Деякі вчені вважають, що в тхеравадінській розповіді про цей собор є неправдоподібні елементи, і роблять висновок, що він не є історичним. Інші вважають, що це була суто тхеравадійська/вібгадж'явадійська рада. Загальноприйнято, однак, що під час правління Ашоки відбулися одна чи кілька суперечок, пов'язаних з доктринальними та дисциплінарними суперечками (віная), хоча вони були надто неформальними, щоб їх можна було назвати «соборами». За часів Ашоки школа Стхавіравади розділилася на три підшколи з доктринальних причин, але вони стали окремими чернечими орденами лише після його смерті.
Згідно з розповіддю Тхеравади, цей собор був скликаний насамперед з метою встановлення офіційної ортодоксії. Кажуть, що під час собору невеликі групи порушували питання про деталі віная та інтерпретацію доктрини. Кажуть, що президент собору, Моґгаліпутта Тісса, уклав книгу «Катхаваттху», щоб спростувати ці аргументи. Ще поговорюють, що рада стала на бік Моґгаліпутти Тісси і визнала його версію ортодоксальною, яка потім була прийнята Ашокою як офіційна релігія його імперії. Ця школа отримала назву «Вібгаджавада», що буквально означає «теза [тих, хто робить] розрізнення». Розрізнення, про яке йдеться, стосувалося існування явищ (dhammas) у минулому, майбутньому і теперішньому. Версію священних писань, яка була прийнята на цьому третьому соборі, а саме віная, сутти та абхідгамма, Махінда, син імператора Ашоки, привіз до Шрі-Ланки. Там вони були б записані. Палійський канон залишається найповнішим набором писань, що дійшли до нас. Однак слід зазначити, що більша частина Сарвастівадінського канону також збереглася в китайському перекладі, деякі частини існують також у тибетському перекладі, а деякі фрагменти — в санскритських рукописах, і що частини різних канонів (іноді неідентифіковані) існують у китайському перекладі або на інших індійських мовах.

### Події під час та після Третього Собору
Якою б не була правда, що стоїть за розповіддю Тхеравадіна, саме за часів Ашоки в буддистському русі почалися подальші розбіжності, і з'явилася низка шкіл, серед яких Сарвастівада і Саммітія. У пізніших текстах ці школи стали відомі як «вісімнадцять шкіл». На жаль, жодна з цих шкіл, окрім тхеравади, не дожила до пізнього середньовіччя, до того часу деякі з них вже давно зникли, хоча збереглася значна кількість канонічної літератури цих шкіл, переважно в китайському перекладі. Щобільше, джерела специфічно махаянських доктрин можна розгледіти у вченнях деяких з цих ранніх шкіл, зокрема, у вченнях махасамґіки та сарвастівади.
Під час і після Третього Собору представники групи Стхавіра почали називали себе вібгаджавадінами. Частина цієї групи поширилася на Шрі-Ланку та частину південної Індії. Пізніше ця група змінила самонайменування на «терія» (theriyas), посилаючись на давні тери або «стхавіри». Ще пізніше, ще до Діпавамси (четверте століття), була прийнята назва «Палі Тхеравада», яка використовується для цієї групи й донині.
Пудґалавадіни були також відомі як Ватсіпутрії, на честь їхнього ймовірного засновника. Пізніше цю групу стали називати Саммітією на честь одного з її підрозділів. Вона вимерла приблизно в дев'ятому або десятому столітті. Однак протягом більшої частини раннього середньовіччя школа Саммітія була чисельно найбільшою групою буддистів в Індії, маючи більше прихильників, ніж всі інші школи разом узяті. Школа сарвастівади була найвідомішою на північному заході Індії й створила деякі з доктрин, які пізніше були прийняті махаяною.

### Члени Махаяни
Хоча сьогодні різні школи стародавнього буддизму іноді без розбору відносять до гінаяни, це не обов'язково є правильним. За словами Яна Наттьє (фр. Jan Nattier), термін «махаяна» ніколи не позначав певну буддійську секту (нікая), а радше сукупність ідеалів і доктрин бодхісатв. Пол Вільямс (англ. Paul Williams) також зазначив, що Махаяна ніколи не мала і не намагалася мати вінайю або лінію посвячення, відмінну від давніх буддійських шкіл, і тому кожен бхікшу (bhikṣu) або бхікшуні (bhikṣuṇī), які приєдналися до Махаяни, формально належали до давньої школи. Це продовжується і сьогодні з Дхармаґуптака віная у Східній Азії та Муласарвастівада віная в тибетському буддизмі. Ось чому Махаяна ніколи не була суперницькою сектою, відокремленою від давніх шкіл. Від китайських паломників, які відвідували Індію, ми знаємо, що махаянські і не махаянські монахи часто жили разом в одних і тих самих монастирях. Крім того, Ізабелла Оніанс (англ. Isabella Onians) вказує на те, що в махаянських працях рідко вживається термін Hīnayāna, натомість використовується термін Шравакаяна.
Китайський буддійський монах Їцзін писав про зв'язок між різними «колісницями» і стародавніми буддійськими школами в Індії: «На Заході існує багато підрозділів шкіл різного походження, але є лише чотири основні школи з безперервною традицією. Це такі школи: Махасаггіка Нікайя, Стхавіра Нікайя, Муласарвастівада Нікайя та Самітія Нікайя. Щоб пояснити їхню доктринальну приналежність, він пише: "Не зовсім зрозуміло, яку з цих чотирьох шкіл слід віднести до махаяни чи хінаяни». Це означає, що не було простої відповідності між школою і тим, чи її члени сповідували махаяну, чи хінаяну.

### Китайські паломники
Протягом першого тисячоліття китайські монахи, такі як Фасянь, Сюаньцзан і Їцзін, здійснювали паломництва до Індії й писали звіти про свої подорожі, коли поверталися до Китаю. Ці розповіді про китайські подорожі є джерелом надзвичайно цікавої інформації про стан буддизму в Індії в ранньому середньовіччі.

## Вісімнадцять шкіл
Заведено вважати, що в цей період існувало 18 шкіл буддизму, але в історичних джерелах немає єдиної думки щодо назв цих шкіл. Саме тому походження цієї назви залишається незрозумілим.
Нижче наведено списки, які подають різні джерела.

### З сингальських хронік
Цей список узятий зі шрі-ланкійських літописів «Діпаваса» та «Махаваса» (розділ 5). Вважається, що ці різні течії з'явилися послідовно протягом перших двох століть після париніббани (parinibbāna) Будди.
- Досектантський буддизм
  - Вібгадж'явада / Терія або Тхеравада (Vibhajyavāda / Sthaviravāda)
    - Махішасака (Mahīśāsaka)
      - Сарвастівада (Sarvāstivāda)
        - Каш'япія (Kāśyapīya)
          - Санкрантіка (Sankrantika)
            - Саутрантіка (Sautrāntika)

      - Дгармагуптака (Dharmaguptaka)

    - Ваджджипуттака (Vatsīputrīya)
      - Пуґґалавадін (Dharmottarīya)
      - Бгадданія (Bhadrayānīya)
      - Саннаґаріка (Sannāgarika)
      - Санмітія (Saṃmitīya)

  - Махасамґіка (Mahāsāṃghika)
    - Гокуліка (Kukkuṭika, Gokulika)
      - Праджняптівада (Prajñaptivāda)
      - Бахушрутія (Bahuśrutīya)

    - Екаваявахаріка (Ekavyahārikas)
    - Кайтіка (Caitika) — з'явився вже в 1-му розділі Махасагітінамаки згідно з Діпавасою, але в 3-му розділі (Паньяттівади та Бахуліки) згідно з Махавасою.

У «Махавасі» перелічено шість інших шкіл, що з'явилися в Джамбудіпі (материкова Індія) після другого століття після париніббани (parinibbāna) Будди:
- Гемавата (санскр. Haimavata)
- Чотири школи, відгалуження махасангіки країни Андра, які також називають школами Андхаки:
  - Раджаґірія (санскр. Rājagiriyā)
  - Сіддгаттіка (санскр. Siddhatthikā)
  - Пуббаселія (санскр. Pūrvaśaila)
  - Апараселія (санскр. Aparaśaila)
- Ваджірія (палі vajira)

Ще згідно з Махавамсою, буддисти Цейлону (санскр. Laṃkādīpa, дос. «острів Ланка») розділилися на три гілки, відповідно до монастиря в столиці Анурадхапурі, до якого вони були прив'язані:
- Терія / Тхеравадін (учні «Древніх») або Махавіхаравасін, пов'язані з історичним монастирем Маха-віхара
- Дхаммаручіка (учні Дхаммаручі-Тери) або Абхаяґірівасін, пов'язані з монастирем Абхаяґірі-віхара. У 3 столітті нашої ери Дхаммарукіка привезли на Цейлон санскритські тексти Махаяни і прагнули, щоб їх прийняли як «слова Будди». Спочатку переслідувані, вони врешті-решт були визнані сингальськими королями і дозволили Махаяні розвиватися на Цейлоні протягом майже десяти століть.
- Сагалія (учні Сагала-Тери) або Джетаванія, пов'язані спочатку з монастирем Дакхіна-віхара, а потім з монастирем Джетавана-віхара. Ця гілка виникла внаслідок розколу всередині Дхаммарукіки, коли остання прийняла Махаяну — яку, тим не менш, через кілька століть прийме і Саґалія.

Ці три гілки були офіційно об'єднані в 1160 році царем Параккама-Баху І в єдину Тхераваду.

### Згідно з Васумітрою
Цей список узятий з «Samayabhedo Paracana Cakra», автором якої є Васумітра, монах з Сарвастівадіна.
- - Стгавіравада (Sthaviravāda)
    - Гаймавата; (Haimavata)
    - Сарвастівада (Sarvāstivāda)
      - Ватсіпутрія (Vatsīputrīya)
        - Дгармоттарія (Dharmottarīya)
        - Бгадраянія (Bhadrayānīya)
        - Саммітія (Saṃmitīya)
        - Саннаґаріка (Sannāgarika)

      - Магішасака (Mahīśāsaka)
        - Дгармагуптака (Dhammaguttikā)

      - Каш'япія (Kāśyapīya)
      - Саутрантіка (Sautrāntika)

  - Махасамґіка (Mahāsāṃghika)
    - Екавіягарікас (Ekavyahārikas)
    - Локоттаравада (Lokottaravāda)
    - Ґокуліка (Gokulika)
    - Бахушрутія (Bahuśrutīya)
    - Prajñaptivāda
    - Кайтіка
    - Апара Шайла (Apara Śaila)
    - Уттара Шайла (Uttara Śaila)